# Carlos Acosta (poeta)
Carlos Acosta Guerrero más conocido como Carlos Acosta (Antiguo Morelos, 5 de mayo de 1954) es un poeta y narrador mexicano.

## Biografía
Nació el 5 de mayo de 1954 en Antiguo Morelos, Tamaulipas.
Es autor de una decena de libros; entre los que se destacan: Sucede a Diario (1996), Espiral de Luz (2003), Marotas (2006), El Zarzo de los Pemoles (2012), Sesenta vueltas al sol (2015), y Manuscritos rechazados (2018). Versos suyos se encuentran incluidas en antologías de poetas mantenses.
Forma parte de los grupos literarios "Sábado a las nueve", "Té de leer" y "Colectivo 3"; con este último publica desde 2012 un suplemento cultural en el periódico El Eco de Mante.
Obtuvo el Premio Estatal de Poesía Celia Esperanza, convocado por el Círculo Literario Manuel F. Rodríguez Brayda, y el Premio Estatal de poesía Juan B. Tijerina en 2002, convocado por el Gobierno del Estado de Tamaulipas.

## Publicaciones seleccionadas

### Antologías
- Ortiz, Orlando; Ortiz Galicia, Tania, eds. (2015). Ensayo panorámico de la literatura en Tamaulipas : Tomo III : De 1940 a 1956. Ciudad Victoria, Tamaulipas: Gobierno del Estado de Tamaulipas / Consejo Nacional para la Cultura y las Artes [CONACULTA] / Instituto Tamaulipeco para la Cultura y las Artes. ISBN 9786078222674.

### Biografías
- Acosta, Carlos (2015). Sesenta vueltas al sol. Ciudad Victoria, Tamaulipas: Instituto Tamaulipeco para la Cultura y las Artes (Agua Firme). ISBN 9786078222971.

### Poesía
- Acosta, Carlos (1996). Sucede a diario. Ciudad Victoria, Tamaulipas: Consejo Nacional para la Cultura y las Artes / Consejo Estatal para la Cultura y las Artes de Tamaulipas (Letras en el borde).
- Acosta, Carlos (2003). Espiral de luz: poesía (1a. edición). Ciudad Victoria, Tamaulipas: Instituto Tamaulipeco para la Cultura y las Artes. ISBN 9701875680.
- Acosta, Carlos (2006). Marotas. Independently Published. ISBN 9798804553235.
- Acosta, Carlos (2012). El zarzo de los pemoles (Primeraición edición). Ciudad Victoria, Tamaulipas: Instituto Tamaulipeco para la Cultura y las Artes. ISBN 978-607-95663-8-8.
- Acosta Guerrero, Carlos (2008). Manuscritos rechazados. Ediciones Morgana Marisol Vera Guerra.